# Mistrzostwa Czech w Lekkoatletyce 2005
36. Mistrzostwa Czech w Lekkoatletyce – zawody lekkoatletyczne, które odbyły się w dniach 2-3 lipca 2005 na stadionie Sletiště w Kladnie.

## Rezultaty

### Mężczyźni
| Konkurencja:                  | Złoto                                                              | Wynik    | Srebro                                                              | Wynik    | Brąz                                                          | Wynik    |
| Bieg na 100 m                 | Jan Stokláska                                                      | 10,58    | Tomáš Knebl                                                         | 10,69    | Ondřej Kozlovský                                              | 10,72    |
| Bieg na 200 m                 | Jiří Vojtík                                                        | 20,77    | Rudolf Götz                                                         | 21,10    | Petr Szetei                                                   | 21,26    |
| Bieg na 400 m                 | Karel Bláha                                                        | 46,37    | Jan Hanzl                                                           | 47,16    | Václav Bláha                                                  | 47,34    |
| Bieg na 800 m                 | Michal Šneberger                                                   | 1:46,94  | Jaroslav Růža                                                       | 1:47,05  | Jiří Doupovec                                                 | 1:48,18  |
| Bieg na 1500 m                | Vladimír Bartůněk                                                  | 3:52,53  | Jan Tománek                                                         | 3:54,55  | Adam Císař                                                    | 3:54,74  |
| Bieg na 5000 m                | Jan Bláha                                                          | 14:45,10 | Martin Kučera                                                       | 15:04,91 | Vladimír Pospíšil                                             | 15:07,59 |
| Bieg na 10 000 m              | Pavel Faschingbauer                                                | 29:41,17 | Jan Bláha                                                           | 29:52,76 | Jan Havlíček                                                  | 31:11,79 |
| Bieg uliczny na 10 km         | Róbert Štefko                                                      | 30:00    | David Gerych                                                        | 30:45    | Jan Kreisinger                                                | 31:00    |
| Bieg przełajowy na 4 km       | Jiří Miler                                                         | 11:35    | Michal Málek                                                        | 11,36    | Vladimír Pospíšil                                             | 11:40    |
| Bieg przełajowy na 10 km      | David Gerych                                                       | 29:39    | Tomáš Krutský                                                       | 30,06    | Jan Bláha                                                     | 30:17    |
| Bieg górski                   | Jan Havlíček                                                       | 55:56    | Jan Bláha                                                           | 58,15    | Petr Vymazal                                                  | 58:34    |
| Półmaraton                    | Jan Bláha                                                          | 1:08:10  | Pavel Novák                                                         | 1:08:56  | Jan Kreisinger                                                | 1:09:36  |
| Maraton                       | Jan Bláha                                                          | 2:17:59  | Jiří Žák                                                            | 2:28:07  | Jiří Wallenfels                                               | 2:30:50  |
| Bieg na 110 m przez płotki    | Stanislav Sajdok                                                   | 13,90    | Petr Svoboda                                                        | 14,03    | Jan Čech                                                      | 14,19    |
| Bieg na 400 m przez płotki    | Michal Uhlík                                                       | 49,43    | Ondřej Daněk                                                        | 49,85    | Jaromír Odvárka                                               | 50,73    |
| Bieg na 3000 m z przeszkodami | Michael Nejedlý                                                    | 8:58,80  | František Zouhar                                                    | 9:01,94  | David Gerych                                                  | 9:04,36  |
| Sztafeta 4 × 100 m            | USK Praha Tomáš Zumr Ladislav Křížek David Vrba Ondřej Kozlovský   | 41,24    | Slavia Praha Petr Šarapatka Martin Bohman Jan Schiller Roman Gomola | 41,27    | AK Domažlice Jan Mazanec Petr Szetei Aleš Parát Tomáš Železný | 41,84    |
| Sztafeta 4 × 400 m            | Slavia Praha Jaromír Odvárka Rudolf Götz Michal Uhlík Václav Bláha | 3:09,22  | Olymp Praha Petr Braniš Ondřej Daněk Tomáš Matyska Richard Synek    | 3:13,39  | TEPO Kladno Pavel Jiráň Aleš Veselý Miroslav Kaplan Jan Hanzl | 3:13,99  |
| Chód na 20 km                 | Miloš Holuša                                                       | 1:24:45  | Jiří Malysa                                                         | 1:25:47  | Jiří Chaloupka                                                | 1:28:30  |
| Chód na 50 km                 | David Šnajdr                                                       | 4:40:52  | Milan Švehla                                                        | 4:52:44  | Rostislav Kovář                                               | 5:38:44  |
| Skok wzwyż                    | Jaroslav Bába                                                      | 2,28     | Svatoslav Ton                                                       | 2,24     | Ondřej Balcar                                                 | 2,18     |
| Skok o tyczce                 | Aleš Hončl                                                         | 5,40     | Michal Balner                                                       | 5,25     | Miroslav Telecký                                              | 5,10     |
| Skok w dal                    | Štěpán Wagner                                                      | 7,72     | Roman Novotný                                                       | 7,39     | Michal Čada                                                   | 7,36     |
| Trójskok                      | Tomáš Cholenský                                                    | 16,31    | Petr Hnízdil                                                        | 16,17    | Jakub Hůrka                                                   | 15,40    |
| Pchnięcie kulą                | Petr Stehlík                                                       | 19,71    | Antonín Žalský                                                      | 18,34    | Remigius Machura                                              | 18,03    |
| Rzut dyskiem                  | Libor Malina                                                       | 61,71    | Tomáš Jirásek                                                       | 56,69    | Arnošt Holovský                                               | 56,39    |
| Rzut młotem                   | Vladimír Maška                                                     | 73,90    | Lukáš Melich                                                        | 73,75    | Michal Fiala                                                  | 67,25    |
| Rzut oszczepem                | Petr Bělunek                                                       | 72,82    | Radek Pejřimovský                                                   | 70,48    | Vít Šimeček                                                   | 70,42    |
| Dziesięciobój                 | Josef Karas                                                        | 7252     | Milan Kohout                                                        | 7200     | Václav Krejčíř                                                | 7003     |

### Kobiety
| Konkurencja:                  | Złoto                                                                        | Wynik    | Srebro                                                                          | Wynik    | Brąz                                                                                 | Wynik    |
| Bieg na 100 m                 | Štěpánka Klapáčová                                                           | 11,76    | Tereza Košková                                                                  | 11,78    | Kristina Bažatová                                                                    | 11,88    |
| Bieg na 200 m                 | Denisa Ščerbová                                                              | 24,05    | Lenka Ostravská                                                                 | 24,21    | Zuzana Hejnová                                                                       | 24,36    |
| Bieg na 400 m                 | Jitka Bartoničková                                                           | 54,93    | Drahomíra Eidrnová                                                              | 55,43    | Jana Polívková                                                                       | 55,96    |
| Bieg na 800 m                 | Petra Lochmanová                                                             | 2:07,69  | Veronika Mráčková                                                               | 2:07,70  | Tereza Šedivá                                                                        | 2:08,96  |
| Bieg na 1500 m                | Marcela Lustigová                                                            | 4:22,90  | Lucie Müllerová                                                                 | 4:23,39  | Lenka Formanová                                                                      | 4:23,99  |
| Bieg na 5000 m                | Petra Kamínková                                                              | 16:50,32 | Lucie Müllerová                                                                 | 16:53,78 | Vendula Frintová                                                                     | 17:00,54 |
| Bieg na 10 000 m              | Petra Kamínková                                                              | 34:18,34 | Irena Petříková                                                                 | 34:23,61 | Marta Vlčovská                                                                       | 36:44,13 |
| Bieg uliczny na 10 km         | Petra Kamínková                                                              | 34:44    | Irena Petříková                                                                 | 36:18    | Marta Vlčovská                                                                       | 37:30    |
| Bieg przełajowy na 6 km       | Vendula Frintová                                                             | 20:28    | Taťána Metelková                                                                | 20:34    | Lucie Müllerová                                                                      | 20:41    |
| Bieg górski                   | Anna Pichrtová                                                               | 1:03:43  | Irena Šádková                                                                   | 1:06:20  | Iva Milesová                                                                         | 1:09:27  |
| Półmaraton                    | Jana Klimešová                                                               | 1:19:14  | Iva Milesová                                                                    | 1:20:00  | Ivana Sekyrová                                                                       | 1:21:10  |
| Maraton                       | Ivana Martincová                                                             | 2:58:00  | Radka Churáňová                                                                 | 3:04:00  | Monika Doleželová                                                                    | 3:05:12  |
| Bieg na 100 m przez płotki    | Lucie Martincová                                                             | 13,19    | Lenka Lepičová                                                                  | 14,09    | Jana Korešová                                                                        | 14,11    |
| Bieg na 400 m przez płotki    | Alena Rücklová                                                               | 57,07    | Zuzana Bergrová                                                                 | 59,36    | Ivana Sekyrová                                                                       | 60,27    |
| Bieg na 3000 m z przeszkodami | Barbora Kuncová                                                              | 10:13,48 | Marcela Lustigová                                                               | 10:21,87 | Eva Tománková                                                                        | 10:28,56 |
| Sztafeta 4 × 100 m            | USK Praha Lucie Martincová Štěpánka Klapáčová Lenka Ostravská Tereza Košková | 45,34    | Slavia Praha Monika Táborská Martina Skružná Iva Vedralová Jitka Bartoničková   | 47,16    | Sokol SG Plzeň-Petřín Tereza Štvánová Lenka Lepičová Martina Průchová Lucie Fraňková | 48,33    |
| Sztafeta 4 × 400 m            | Olymp Brno Tereza Nozarová Zuzana Kosová Lenka Masná Veronika Mráčková       | 3:45,73  | USK Praha Lenka Ostravská Veronika Plesarová Lenka Švábíková Gabriela Proroková | 3:45,85  | Spartak Praha 4 Lucie Koubková Zdeňka Tučanová Jana Polívková Alena Rücklová         | 3:52,06  |
| Chód na 20 km                 | Barbora Dibelková                                                            | 1:33:16  | Lenka Žídková                                                                   | 1:40:55  | Monika Choděrová                                                                     | 1:44:56  |
| Skok wzwyż                    | Iva Straková                                                                 | 1,90     | Barbora Laláková                                                                | 1,87     | Oldřiška Marešová                                                                    | 1,79     |
| Skok o tyczce                 | Pavla Hamáčková                                                              | 4,30     | Šárka Mládková                                                                  | 4,00     | Jiřina Ptáčníková                                                                    | 3,85     |
| Skok w dal                    | Martina Darmovzalová                                                         | 6,66     | Lucie Komrsková                                                                 | 6,37     | Denisa Ščerbová                                                                      | 6,34     |
| Trójskok                      | Martina Darmovzalová                                                         | 13,36    | Gabriela Vaculová                                                               | 13,17    | Gabriela Donátová                                                                    | 12,96    |
| Pchnięcie kulą                | Jana Kárníková                                                               | 16,40    | Lucie Vrbenská                                                                  | 15,77    | Klára Chytrá                                                                         | 15,35    |
| Rzut dyskiem                  | Věra Cechlová                                                                | 65,35    | Vladimíra Racková                                                               | 54,91    | Andrea Valešová                                                                      | 49,96    |
| Rzut młotem                   | Lucie Vrbenská                                                               | 62,78    | Lenka Ledvinová                                                                 | 61,43    | Jana Hyjánková                                                                       | 56,95    |
| Rzut oszczepem                | Barbora Špotáková                                                            | 61,91    | Hana Kadlecová                                                                  | 50,25    | Lenka Lantová                                                                        | 49,88    |
| Siedmiobój                    | Michaela Hejnová                                                             | 5596     | Lucie Kostnerová                                                                | 5312     | Marie Burešová                                                                       | 5257     |